# 妹尾優二
妹尾優二（せお ゆうじ、1951年 - ）は、日本の多自然川づくりの専門家。建設コンサルタント。株式会社エコテック技術顧問。北海道赤井川村生まれ。北海道開発局環境に係る情報協議会委員、北海道政策評価委員会委員、天塩川魚類生息環境保全に関する専門家会議委員、NPO法人全国水環境交流会理事ほか。

## 経歴
- 1970年　北海道倶知安農業高等学校農業土木科卒業
- 1970年　北海道開発コンサルタント株式会社　勤務
- 1991年　(株)エコテック設立
- 1993年　流域生態研究所設立

## 著書及び参考文献
- 多自然型川づくりを越えて（学芸出版社、2007、共著）